# 同志社小学校
同志社小学校（どうししゃしょうがっこう）は、京都府京都市左京区岩倉大鷺町にある私立の小学校。

## 概要
2006年4月、同志社大学に付属する唯一の学校として開校した。他の同志社諸学校も学校法人同志社によって設置されているが、互いに独立した学校運営がなされている。小学校の開校により、同志社は、幼稚園から小・中・高・大・大学院までの一貫教育が可能となった。
同志社の創設者である新島襄は「基督主義ノ学校ハ幼稚園ヨリ大学ニ至ル来迄実ニ必要ノモノト信スレドモ、当時我輩ノ力微々タリ、尽ク之着手シ得サルベシ」と述べていたが、幼稚園から大学院まで揃っていたものの小学校のみが未設置だった。1997年に小学校の設置構想が出されてから、検討・設置の決定にいたるまで7年を要した。
小学校校歌は谷川俊太郎作詞、大中恩作曲である。大中恩は歌曲「椰子の実」の作曲者である同志社大学経済学部OBの大中寅二の長男で、谷川俊太郎の母（多喜子；哲学者谷川徹三の妻）は同志社女学校の卒業生である。
なお、同校のランドセルは一澤信三郎帆布（しんざぶ）のオリジナルによるもの。
床が水族館のようにくりぬいてある形でガラス張りになっている所が8箇所あり、遺跡が見えるようになっている。部活はミニオーケストラや陸上などがある。

## 系列校
学校法人同志社が設置する諸学校は、大学を頂点とした大学附属学校の形態を取らず、独立の学校群として位置づけられている。なお、同志社小学校、同志社国際学院初等部・国際部に限り、同志社大学の付属校である。
- 大学
  - 同志社大学
  - 同志社女子大学
- 中高一貫校
  - 同志社中学校・高等学校
  - 同志社女子中学校・高等学校
  - 同志社香里中学校・高等学校
  - 同志社国際中学校・高等学校
- 小学校
  - 同志社国際学院初等部・国際部
- 幼稚園
  - 同志社幼稚園

## その他
校舎の設計は建築家・京都大学教授高松伸によるもの。